# Noelelo
Noelelo is een bestuurslaag in het regentschap Timor Tengah Utara van de provincie Oost-Nusa Tenggara, Indonesië. Noelelo telt 662 inwoners (volkstelling 2010).